# Trichomyia nuda
Trichomyia nuda är en tvåvingeart som först beskrevs av Dyar 1926.  Trichomyia nuda ingår i släktet Trichomyia och familjen fjärilsmyggor. Inga underarter finns listade i Catalogue of Life.